# Iglesia de la Asunción de Nuestra Señora (Beltejar)
La iglesia de la Asunción es un inmueble de la localidad española de Beltejar, en la provincia de Soria.

## Descripción
La iglesia fue construida originalmente en estilo románico. Aparece brevemente mencionada en el cuarto volumen del Diccionario geográfico-estadístico-histórico de España y sus posesiones de Ultramar de Pascual Madoz, en la entrada correspondiente a Beltejar, de la siguiente manera «y una igl. parr. (la Asuncion) servida por un cura y un capellan».
El 27 de septiembre de 2012 fue declarada bien de interés cultural con la categoría de monumento.